# エレナ・デ・ボルボン・イ・デ・グレシア
エレナ・デ・ボルボン・イ・デ・グレシア（スペイン語: Elena María Isabel Dominica de Silos de Borbón y de Grecia, Duquesa de Lugo, 1963年12月10日 - ）は、スペイン王女（Infanta de España）、ルーゴ女公爵。王位継承順位は3位。

## 略歴
マドリードで生まれた。
父はスペイン王フアン・カルロス1世、母は王妃ソフィア。妹にクリスティーナ、弟にフェリペ6世がいる。
大学で哲学と教育を学んだ。英語とフランス語が堪能である。
1995年5月18日、ナバラ＝バスク系貴族ハイメ・デ・マリチャラル（Jaime de Marichalar y Sáenz de Tejada）とセビーリャ大聖堂で結婚した。この結婚に伴い、夫妻にはルーゴ公爵の称号が授与された。2人の間には1男1女がある。
- フアン・フロイラン（スペイン語版）（1998年 - ）
- ビクトリア・フェデリカ（スペイン語版）（2000年 - ）

2007年11月13日、インファンタ・エレナとルーゴ公爵ハイメの別居が公表された
。 
2009年11月、ルーゴ公爵ハイメとの離婚が合意したと発表された。
1986年に王女時代に来日している。同年10月18日、東宮御所で行われた歓迎の茶会が徳仁親王と小和田雅子の初対面の場となった。

## 参照
1. ↑  Real Decreto 323/1995
2. ↑  ABC.es "Zarzuela announces the separation of the Duchess and Duke of Lugo" (Spanish)
3. ↑  http://www.jiji.com/jc/c?g=int_30&k=2009112600105